# ガンバスター
ガンバスターは、アニメ『トップをねらえ!』に登場する架空のロボット（バスターマシン）。地球帝国宇宙軍所属の試作機。RX計画の最終段階。

## 概要
第四世代超光速大型宇宙船技術の塊であり、主人公タカヤ・ノリコを指導したオオタコーチの心の結晶である超光速万能大型変形合体マシン兵器。汎用性向上を目的としてバスターマシン1号、2号に分離合体する機能を有する。大量の武装を持ち、パイロットの「努力」と「根性」により無敵の強さを発揮する。また、200mと巨大な機体を生かし、肉弾戦もこなす。元はバスターマシン3号の直掩機として試作されたもので、宇宙怪獣との圧倒的な戦力差を覆すべく強大な戦闘能力が与えられたが、それゆえに十二分に性能を発揮できるパイロットは限られている。なお、作中に登場した機体は壱号機とされているが、弐号機以降の存在は確認されていない。
縮退炉は単体でも非常に強力だが、合体して2基の縮退炉を連結し同調させることにより、通常のマシーン兵器には搭載不可能な巨大縮退炉と同等のパワーを無理矢理発揮させる構造であり合体機構に拘ったのはそのためである。  
基本のポーズは直立腕組みであり、パイロットが乗っていなくともこの基本姿勢を取る。機体内にはアバラや心臓のようなものがあるが、内部構造の詳細は不明。また、脚部には履帯が格納されている。その基本構造は強靱であり、バスターマシン3号の中心核として3万分の1に圧縮された木星上の高重力下でも稼働していた。完成したのは第5話以降であり、合体変形機構をもつ2人乗りが本来の仕様である。4話の時点では未完成状態で10分程度の稼働が限界であり、ノリコが単独で操縦していた。4話と5話の間で修理および未完成部分の建造、さらに1号ダイレクトモーション操縦席（支持アームとコントロールグリップの廃止など腕部）の改修が行われた。合体時のバスターマシン1号側のパイロットは機体の主なコントロールを行い、2号側のパイロットは動力制御、火器管制、作戦指揮などを担当する。脱出ポッドにもなるコックピットは合体時に両胸部へと移動するほか、右手からの出入りも可能。
2032年7月23日の火星沖会戦にて未完成の状態で初出撃（第4話）。同年8月15日には完成した状態で太陽系絶対防衛戦に参加し（第5話）、2048年7月7日にカルネアデス計画の最終段階（神壱号作戦）において、搭載した縮退炉を用いてバスターマシン3号を起爆させ離脱するも未帰還となるが、一般相対性理論の作用によって経過した一万二千年の時を経て14292年に地球へと帰還する。パイロット2名は脱出ポッドにより離脱し、作戦遂行時に大破した機体はそのまま宙域に放棄された。（第6話）。
庵野秀明はデザインの発注に当たり「ロボットは線が少ない方がいい。原画を1枚30分で上げるためのデザイン」というコンセプトを提示した。
デザインは『ゲッターロボG』のゲッタードラゴン、『伝説巨神イデオン』のイデオン、『超電磁ロボ コン・バトラーV』のコン・バトラーVなどが元になっている。なお、設定上の装備はコン・バトラーVとゲッタードラゴンの装備、さらに特撮ヒーローの技などを元にしている。

## 装備
バスタービーム
額に付いている地球帝国宇宙軍のマークを象ったビームランプから発射される、マイナス一億度の冷凍光線。集中照射することで、大型の宇宙怪獣ですらたちまち溶解する威力を誇るガンバスターの主力兵装であり、薙ぎ払うように使うことでカッターのように目標を切断することも可能。
発射ポーズは『ウルトラセブン』のエメリウム光線B形に、発射の際の発光は『ウルトラマンタロウ』のストリウム光線に準ずる。
続編『トップをねらえ2!』では、バスターマシンが装備するビーム兵器の総称としても「バスタービーム」の名称が使用されている。
ホーミングレーザー
両手の掌から発射される無数のレーザーが弧を描きながら放たれ、一定距離地点で扇型に拡散かつ高速で追尾し、広範囲に渡って目標を殲滅する。劇中ではおよそ3000の宇宙怪獣を瞬く間に撃破した。
能「土蜘蛛」の蜘蛛の糸がモデルになっている。
バスターミサイル
指先から発射される光子魚雷。OVA発売時は核ミサイルとされていたが、後に光子魚雷に設定が変更された。
発射タイミング等は特撮版『ジャイアントロボ』に同じ。命中した時の効果（直撃した場所を中心とした円形に対象の一定範囲が消滅する）は『ウルトラマン』のスパーク8に同じ。
バスターコレダー
両手首に収納されている複数の槍（突起物）を敵の身体に突き刺し、貫通状態のまま超高圧の電撃を放ち敵に流し込む。足首からも同様の機構で電撃を放つことができ、合体怪獣に上下から挟み撃ちにされて押しつぶされかけた際には、両腕と両脚で同時発動させる「ダブルバスターコレダー」で粉砕した。
名前は『マッハバロン』の必殺技・マッハコレダーから取られた。アニメ本編では未使用だったバスター竜巻は、腕部の槍を出した状態で高速回転させ、電撃竜巻を生じさせる応用技である。
バスターシールド
光線などを撥ね返す、マント状の防具。縮退物質の繊維でできているとされている。20000の宇宙怪獣による集中砲火を偏向して防いだ。ガンバスターが木星中心核付近で限界圧力を突破した際には使用不能になった。
描写は漫画（石川賢）版『ゲッターロボ』から。
イナーシャルキャンセラー
（詳しくは、トップをねらえ!#科学講座用語を参照）
第4話にて、ガンバスターが自機めがけて突進してくる宇宙怪獣の突進を捨て身で食い止める際に起動した機能。第4話以降、劇中では使用されたことを明確に示す場面はなかった。イナーシャルキャンセラーとはSFにおいてしばしば登場する慣性中和装置（物体の慣性をなくしたかのような現象をおこす機械）のことであるが、劇中では説明がないため詳細不明。
ガイナックスの前身であるゼネラルプロダクツが編集に携わった雑誌『サイバーコミックス（CYBER COMIX）』に掲載された「トップをねらえ! テクニカルファイル」のバニシングエンジンの項には、以下のように記述されている。
- 超光速で移動していたタンホイザーゲートからワープ装置搭載の宇宙船がワープアウトし通常空間にもどった際などに、慣性制御がなされないと怪獣攻撃にあった後のルクシオンのように光速の90％の速度で慣性移動することになってしまう。それを防ぐため、Gレーザー（GRASER、GRavity Amplification by Stimulated Eminnion of Radiation 放射誘導放出による重力増幅、イギリスのウィンズゲールにあったGレーザー研究所による研究段階では多量の水素原子を融合させ強大な重力波を得る）による慣性消去の技術を確立し、問題が解決された。
- 2007年10月の、人類初のワープ装置が実験中に消滅した事件（この消滅（バニシング）事件が元でワープ装置はバニシングモーターと命名された）は、MBH（マイクロブラックホール）制御技術とイナーシャルキャンセラーが実用化にまで至っていなかったことが原因のひとつである。

ゲーム『スーパーロボット大戦シリーズ』ではバリアとして表現された。
『コミックガンバスター』の小説ではコスモアタッカーにも搭載されている。
スーパーイナズマキック
厳密には装備ではなく格闘技。使用時には脚部の履帯からチェーンソー状の刃が展開される。ガンバスターを急上昇させ、その後急降下し、落下の加速度を乗せてフルパワーで敵に対してキックを叩き込む。凄まじい破壊力で、対象物はもとより急降下中に発生する衝撃波で周辺の敵にもダメージを与える（本作世界の宇宙は真空ではなくエーテルで満たされているため、衝撃波が伝播する）。

### 設定上の装備
本編中では使用されなかったがバスターホームラン、バスタートマホーク、バスターヨーヨー、バスター竜巻、バスタースピン、バスターカウボーイ、バスターリング、バスターストライクが設定されていた。なおバスターホームラン、バスタートマホークについては、5話の合体時に内部構造に装備されていることが確認できる。またガンバスターがバスターマシン3号の中心核に向かう際バスターホームラン、バスタートマホーク、バスターカウボーイ、バスターリングのパネル表示がみられる。バスターホームランは『コミックガンバスター2』収録のうたたねひろゆき作『トップをねらえ! アストロ兵団』において具体的な使用とその特訓が描かれた。バスターヨーヨー、バスター竜巻、バスタースピンに関しても藤宮幸弘作『over last』において詳細が描かれている。
上記の装備の内、バスターホームラン、バスタートマホークはスーパーロボット大戦シリーズに登場している。また、一部の作品では『ゲッターロボ』の流竜馬にゲッターロボの必殺技、「トマホークブーメラン」を伝授してもらい、「バスタートマホークブーメラン」なる技を習得するイベントがある。また、バスターホームランも、『ゲッターロボG』の車弁慶が野球部ということで、彼からバットの振り方を教えてもらっている。
ホビージャパンのカードゲーム『トップをねらえ!』の技カードには、ホーミングレーザー、バスターミサイル、バスターコレダー、バスタービームのほかにバスターホームラン、バスタートマホーク、バスターヨーヨー、バスター竜巻、バスタースピン、バスターカウボーイ、バスターリング、バスターストライクら各攻撃の絵がカードになっている。
『地球帝国宇宙軍コミックス バスターマガジン』によると、『トップをねらえ2!』に登場するバスターマシン7号とガンバスターの戦力を比較した場合、装備や必殺技の豊富さから「ガンバスターの方が（わずかに）つよい」と結論している。

## バスターマシン1号・2号
分離時は、いずれも1人乗りの宇宙戦艦（第4世代型特務宇宙戦艦）の形態をとっている。それぞれ一基ずつ大型縮退炉を装備。分離状態でも宇宙怪獣の大群に引けを取らないため、劇中ではより多くの敵を相手にする際は分離して戦闘を行っていた。
バスターマシン1号
全長：100m 最大幅：63m 重量：4,600t
ノリコが搭乗。制宙戦闘を主任務としており、高い攻撃力と機動力を持つ。合体後は上半身になり、パイロットはモーションコントロールを用いて全身の動きでガンバスターを操縦する。武装は4連装の冷線砲とパルスレーザー砲、バスターミサイル。
第5話での地上からの発進シーンは『宇宙大戦争』に登場するスピップ号を元にしており、通常のロケットの様に垂直発進する。
バスターマシン2号
全長：99m 最大幅：169m 重量：5,200t
カズミまたはユングが搭乗。偵察や戦闘管制を主任務としており、強力な電子・光学兵装を装備している。合体後は下半身になり、パイロットはガンバスターの火器管制などを担当する。武装は全周囲熱線砲とパルスレーザー砲、バスターミサイル。
第5話での地上からの発進シーンは『地球防衛軍』に登場するα号を元にしており、通常の航空機と同様に滑走の後に離陸している。

## バリエーション
シズラー
量産機。白、黒、銀の3タイプがある。
シズラー黒改
『トップをねらえ! NeXT GENERATION』に登場。ユング・フロイトのシズラー黒を改修し、ガンバスターに似せた外装を施したもの。銀河連邦の初代大統領となったユングに代わり、クローン体であるノリコ・レプリカとカズミ・レプリカがパイロットを務めシリウス迎撃艦隊に配備された。
ガンバスター改
小説版『トップをねらえ! ネクストジェネレーション』に登場した簡略型発展試作機。銀河中心殴り込み艦隊内で独自に建造された。オリジナルのガンバスターには劣るが、シズラー級をはるかに上回る攻撃力を持つ。頭部は、ガンバスターがゲッタードラゴン似なのに対し、当機はゲッター１に似る。
武装はバスタービームとバスターコレダーのみ。2人乗りだが分離合体も省略され、代わりに脱出装置が搭載されている。
ガンバスターセカンド プロトタイプ
『NeXT GENERATION』に登場（設定と設定画のみ）。ガンバスターの後継機として建造された機体で、グレートガンバスターの開発過程に位置する。出力がガンバスターの60%増に強化されている他、ヱルトリウムと同様の思考主推進（イメージ・アルゴリズム）機関が採用されている。
開発は火星沖会戦（第4話）の後に開始されたが、太陽系絶対防衛戦（第5話）における被害の復旧やカルネアデス計画の遂行などが優先された事により開発は一時中断。カルネアデス計画の三年後に完成したが、その後消息を絶った。
グレートガンバスター
マイクロガンバスター
『NeXT GENERATION』に登場。ガンバスターを身長20mクラスにダウンサイジングした機体。ガンバスターと同様の複座機であり、マイクロバニシングモーターを装備。グレートガンバスターの起動ユニットとしての役割も持つ。武装はバスタービームとバスタートマホーク。